# Tour du Finistère 2004
Il Tour du Finistère 2004, diciannovesima edizione della corsa, si svolse il 30 maggio su un percorso di 166 km, con partenza e arrivo a Quimper. Fu vinto dall'italiano Daniele Balestri della Team ICET davanti al francese Mickaël Buffaz e al belga Bert Scheirlinckx.

## Ordine d'arrivo (Top 10)
| Pos. | Corridore             | Squadra                | Tempo    |
| ---- | --------------------- | ---------------------- | -------- |
| 1    | Daniele Balestri      | Team ICET              | 4h14'48" |
| 2    | Mickaël Buffaz        | RAGT Semences-MG Rover | a 23"    |
| 3    | Bert Scheirlinckx     | Flanders-Afin.com      | s.t.     |
| 4    | Aliaksandr Kuschynski | Amore & Vita-Beretta   | a 36"    |
| 5    | Gilles Bouvard        | RAGT Semences-MG Rover | s.t.     |
| 6    | Krzysztof Szczawinski | Team ICET              | s.t.     |
| 7    | Alex Gualandi         | Flanders-Afin.com      | s.t.     |
| 8    | Massimiliano Martella | Miche                  | s.t.     |
| 9    | Sylvain Lemarchand    |                        | a 38"    |
| 10   | Frédéric Auffret      |                        | a 42"    |